# Encoelia populnea
Encoelia populnea är en svampart som beskrevs av P. Karst. 1871. Encoelia populnea ingår i släktet Encoelia och familjen Sclerotiniaceae.   Inga underarter finns listade i Catalogue of Life.